# 邕州路
邕州路，元代时设置的路。
至元十六年（1279年）以邕州改置，治所在宣化县（今广西壮族自治区南宁市）。辖境相当今广西壮族自治区南宁、武鸣等市县地。泰定元年（1324年）改名南宁路。